# Lactoferrina
La lactoferrina, también conocida como lactotransferrina, es una proteína globular perteneciente a la familia de las transferrinas (transferrina, ovotransferrina, melanotransferrina, etc). Este grupo de proteínas muestra una gran afinidad por iones hierro. La lactoferrina es una proteína de defensa contra microorganismos presente en el lactosuero de  la leche humana, donde se encuentra en una concentración relativamente elevada (1g/l), especialmente en la etapa calostral (hasta 7g/l). También se encuentra en la leche de yegua y en la de los rumiantes. En estos casos, es abundante en el calostro, pero solamente se mantienen concentraciones residuales bajas en la leche definitiva También está presente en otros fluidos corporales (lágrimas, semen, saliva, secreciones bronquiales, etc.). Es sintetizada por los neutrófilos de la sangre y por varios tipos de células incluyendo algunas células acinares.

## Estructura y función
La lactoferrina tiene un peso molecular de unos 80 kDa, y está formada por una sola cadena polipeptidica. Es una glicoproteína, es decir, tiene oligosacáridos asociados de forma covalente. La estructura tridimensional está formada por dos dominios, cada uno de los cuales puede unir un átomo de hierro. Su afinidad por el hierro es unas 300 veces superior a la de la transferrina, y puede mantenerlo unido hasta pH=3. La lactoferrina, en su forma apo (sin hierro ligado) tiene actividad antimicrobiana al impedir el crecimiento de bacterias secuestrando el hierro. En la leche, además,tienen un efecto antibacteriano  sinérgico con el de la lisozima

## Utilización
La utilización de lactoferrina como ingrediente en diversos alimentos está autorizada en Estados Unidos desde el año 2000, y en la Unión Europea desde 2012. Dado que la lactoferrina es una proteína de la leche humana con acción protectora frente a microorganismos, se comercializan en distintos países leches para alimentación infantil a las que se ha añadido lactoferrina bovina, aislada a partir del lactosuero de esta especie, obtenida como subproducto de la industria lechera. También puede añadirse a la leche que se vaya a utilizar en la fabricación de yogur. Además se encuentran productos para usos medicinales que contienen lactoferrina, utilizando esta proteína como transportador de hierro en suplementos.

### Usos terapéuticos
Lactoferrina tiene actividad antimicrobiana (mediante la privación de hierro libre que necesitan los microbios para crecer) por lo que es considerada un componente de la inmunidad innata. Se han descrito péptidos derivados de la secuencia de lactoferrina (ej.: lactoferricina, kaliocina-1) que poseen también actividad antimicrobiana.
Gracias a los diversos estudios científicos internacionales sabemos que la lactoferrina tiene una gran variedad de usos y se la considera la primera línea de defensa del cuerpo humano frente a los patógenos. Las capacidades de la lactoferrina desde un punto de vista terapéutico son numerosas, de entre ellas destacan:
- Ayuda a regular el metabolismo del hierro sin dañar al sistema gástrico.
- Refuerza el sistema inmune natural, actuando igual que en los lactantes, los cuales reciben gran parte de sus defensas a través de la leche materna, rica en lactoferrina.
- Ayuda al crecimiento de las bacterias beneficiosas del intestino.
- Gracias a sus propiedades antimicrobianas, estimula la acción del organismo frente a diversas bacterias, virus y parásitos.

### En la medicina
Existen productos en el mercado que contienen lactoferrina para usos medicinales.
PRECAUCIÓN: el medicamento con nombre comercial "Lactoferrina" NO CONTIENE realmente lactoferrina, sino que consiste en una solución oral a base de la sustancia hierro proteinsuccinilato.

## Biotecnología
El interés de la lactoferrina como componente de alimentos especiales, y las diferencias entre las proteínas humana y bovina ha hecho que se hayan diseñado sistemas para producir lactoferrina a partir del gen humano colocado en otras especies. Dado que es una glucoproteína, no pueden utilizarse bacterias, ya que estas no la glucosilarían. Los primeros resultados satisfactorios en cuanto a que el sistema pudiera producir lactoferrina  a escala comercial se obtuvo con Aspergillus awamori. Posteriormente se ha creado arroz transgénico que contiene el gen de la lactoferrina humana. En ambos casos, la proteína se comporta en experimentos in vitro de forma muy semejante a la humana, pero el principal problema es que los glucanos asociados tienen una estructura distinta. También se han obtenido vacas transgénicas, que expresan la lactoferrina humana o la lactoferrina y además la lisozima (bitransgénicas).